# Macintosh 512K

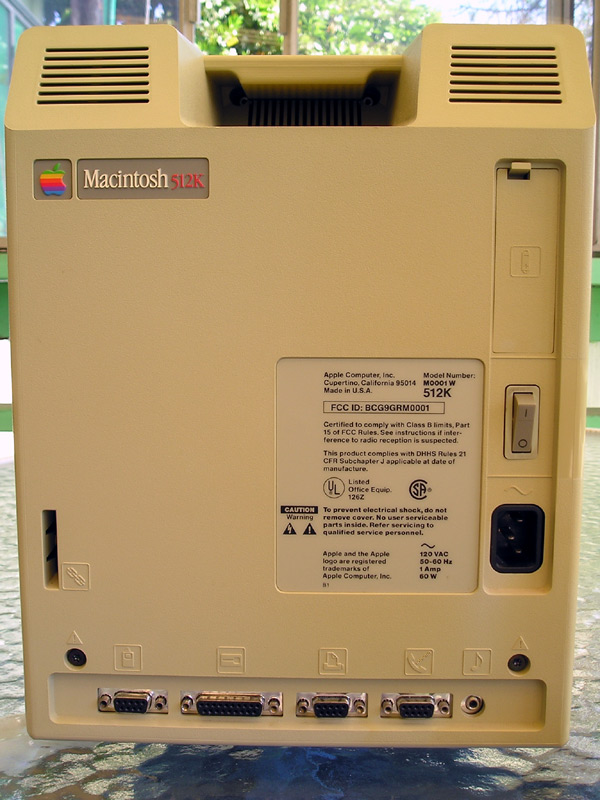
Parte trasera del Mac 512K.

La computadora personal Macintosh 512K, la segunda de una larga línea de computadoras Apple Macintosh, fue la primera actualización de la original Macintosh 128K. Era virtualmente idéntica a la Mac previa, diferenciándose principalmente en la cantidad de memoria RAM de fábrica, que cuadruplicaba la de la original. Este gran incremento le valió el apodo de Fat Mac ("Mac Gorda"). La memoria adicional era importante debido a que los usuarios más ambiciosos con experiencia en computación ampliaban la memoria de la Mac original casi inmediatamente, a pesar del limitado número de aplicaciones.

## Características

### Procesador y memoria
Al igual que la anterior Macintosh 128K, el 512K contenía un Motorola 68000 de 8 MHz conectado a una memoria DRAM de 512 KB a través de un bus de datos de 16 bits. Aunque la memoria estaba cuadruplicada, no podía ser actualizada. Una ROM de 64 KB aumentaba la memoria efectiva a 576 KB, pero esto era compensado por un framebuffer de 22 KB, la cual era compartida con el controlador de vídeo DMA. Compartía una placa lógica revisada con el rebautizado Macintosh 128K (anteriormente se llamaba sólo Macintosh), que simplificado su fabricación.

### Software
Las aplicaciones MacPaint y MacWrite seguían incluyéndose con la Mac. Poco después que fue lanzado este modelo, varias aplicaciones más estuvieron disponibles, incluyendo MacDraw, MacProject, Macintosh Pascal y otros. En particular, Microsoft Excel, el cual fue escrito específicamente para el Macintosh, requería un mínimo de 512 KB de RAM, pero definitivamente posicionó al Macintosh como una computadora de oficina seria. Modelos con la ROM ampliada también soportaban el Switcher de Apple, permitiendo la multitarea cooperativa entre las (necesariamente pocos) aplicaciones.

### Nuevos usos
La LaserWriter estuvo disponible poco después del lanzamiento del 512K, haciendo posible la autoedición hogareña por primera vez, a pesar de que el precio inicial de la LaserWriter de US$6.995 era inalcanzable para la mayoría de las personas. Utilizaba la red integrada de Apple LocalTalk el cual permitía compartirla con varios usuarios. Adicionalmente, el 512K se convirtió en la primera Mac capaz de soportar la compartición de archivos integrada del AppleShare de Apple, cuando se introdujo en 1987. Más importante era la memoria expandida que le permitía al 512K un mejor manejo de grandes documentos de texto y hacía un mejor uso de la interfaz gráfica del usuario, además de, generalmente, aumentar la velocidad. En particular, combinado con la LaserWriter, la introducción del software Aldus PageMaker, que hacía un completo uso de la RAM extra, revolucionó la industria de las publicaciones y solidificó al Macintosh como la computadora de autoedición de facto.

### System software
El 512K original podía aceptar el software System de Macintosh hasta la versión 4.1; el System Software 5 era posible si se usaba con el Hard Disk 20; con la unidad OEM 800K y la actualización del ROM, una 512Ke podía aceptar hasta el System 6.0.8.

## Actualizaciones

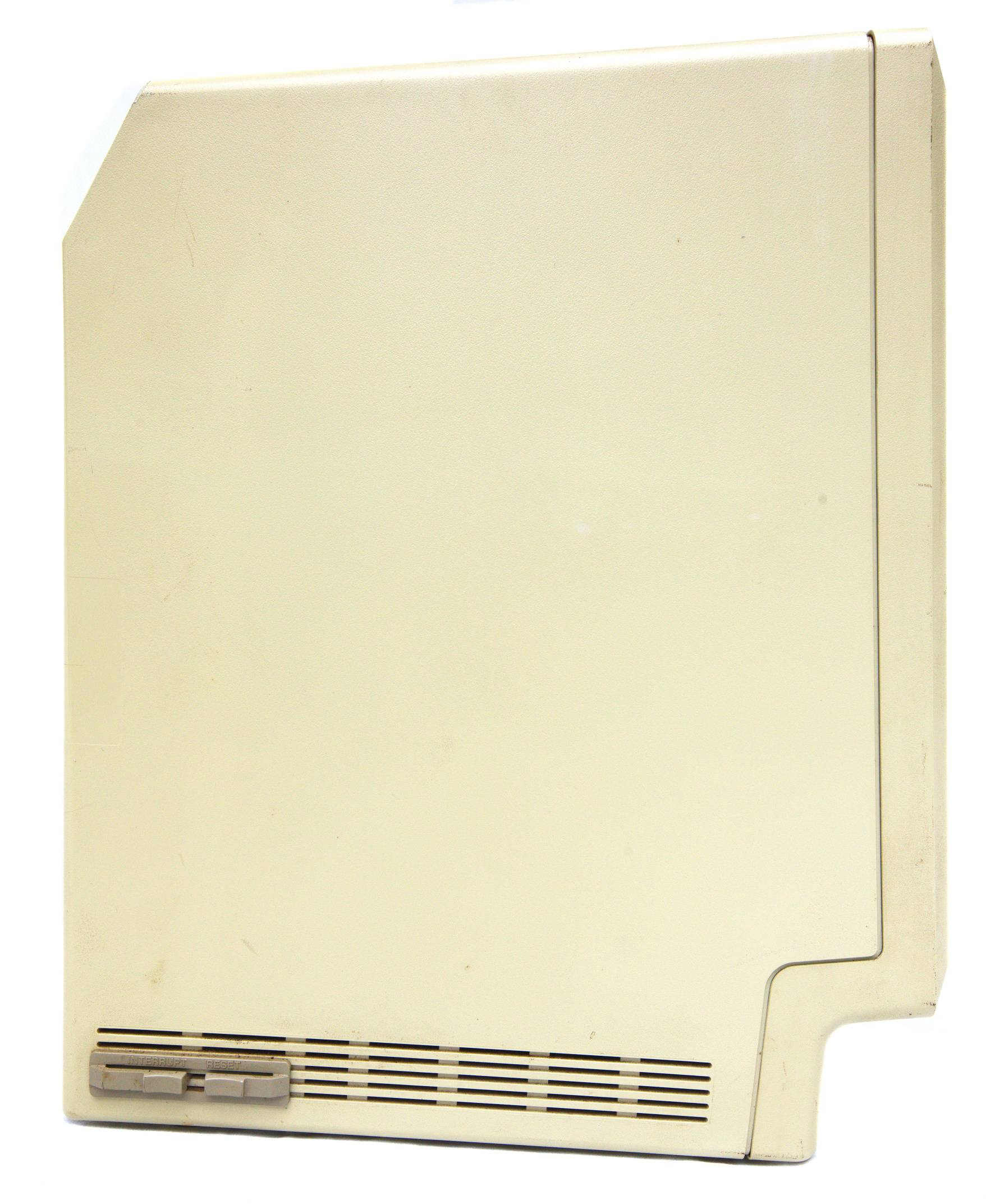
Lateral del Mac 512K

Una versión actualizada reemplazó al Mac 512K y debutó como el Macintosh 512K expandido en abril de 1986. Si diferenciaba del 512K original en que tenía un disquetera de 800 KB y la misma ROM mejorada del Macintosh Plus. Con la excepción del nuevo número de modelo (M0001E), eran de aspecto idéntico. Las 512K también podían usar una unidad de disquetes de 800 KB así como también Hard Disk 20, el primer disco rígido fabricado por Apple exclusivamente para usarse con el 512K, pero requería un sistema de archivos especial (no requerido por el 512Ke) que cargaba la ROM mejorada en la RAM, reduciendo en consecuencia la RAM disponible para otros usuarios. Apple ofreció una actualización que reemplazaba la unidad de disquetes y la ROM y lo convertía en un 512Ke. Una actualización OEM complementaria reemplazaba la placa lógica y el gabinete trasero enteros en el Macintosh Plus.[cita requerida]
Al igual que la Macintosh original, el 512K estaba diseñado sin zócalos para placas de ampliación, por lo que las pocas actualizaciones internas disponibles para el 512K se insertaban directamente dentro del zócalo del procesador 68000.  Estas incluían placas SCSI "snap-on", unidades de disco internas (como el disco duro de such 10MB General Computer, con un precio de US$2.195), y actualizaciones de RAM de 2 MB o más.[cita requerida]

## Emuladores
- Mini vMac